# 甲子園への道
『甲子園への道』（こうしえんへのみち 英: ROAD TO KOSHIEN）は、朝日放送テレビ の制作により、テレビ朝日系列局ほかで放送されている全国高等学校野球選手権大会の地方大会ダイジェスト番組。略称は、1990年代中盤以降から「への道」（読み方は「えのみち」ではなく「へのみち」と読む）としているが、あまり浸透しておらず、単に「甲子園への道」や「速報甲子園」と略される場合もある。
なお、2019年度までの番組タイトルは『速報!甲子園への道』（そくほう!こうしえんへのみち）で、2020年度には後述する事情から放送を休止。2021年度の放送再開を機に、番組タイトルを『甲子園への道』に変更している。

## 放送内容
1981年放送開始。全国各地のANN系列局を中心に各地方局から提供された映像を基に、決勝戦や準決勝、地方大会注目カードの紹介、甲子園出場に燃える球児たちを取材したコーナー（コーナータイトルは毎年異なる）などで構成されている（詳細は後述）。
地方局では、番組の後半を独自に差し替えて放送エリア内の地方大会の結果を紹介している場合もある（ただし、地元県大会で試合のない日や、既に地元代表校が決定している場合は、差し替えを行わない場合もある）。また、在京キー局（テレビ朝日）でローカル差し替えがあるという珍しい番組でもある。
朝日放送テレビが制作する全国ネット部分および関西ローカル部分についてはカガミ（旧・各務プロダクション 2021年にベスティ・アイネックスに分社化され、法人上は消滅）と関西東通（旧・大阪東通→東通大阪支社）が制作協力していた（ただし、2008年度以降クレジットがされず、現在も関わっているかは不明）。
オープニングでは「協力 朝日新聞」のテロップが入る（ネット送出）。また、関西地区（朝日放送テレビ）以外の「制作」のクレジットは朝日放送テレビと地元放送局の連名（ただし、ローカル枠のない日は朝日放送テレビ単独）となるため、自社で挿入する（例：「制作 ABC tv asahi／」「ABC 広島ホームテレビ（ABCは白テロップで、HOMEは「ぽるぽる」入りカラーテロップ）」）。
1993年以降、各出場校の初戦の試合前に甲子園球場のスコアボードに「速報!!甲子園への道」提供（主催：朝日新聞社、日本高等学校野球連盟と共に表示）として、番組内で放送された各地方大会の決勝戦を流している。
2013年まで姉妹番組の『熱闘甲子園』で長らくキャスターを務めてきた長島三奈は、当番組にも随時出演。当初はゲストとして最終日にのみ登場していたが、2008年から2011年まではレギュラー、2012年と2013年には特別ゲスト扱いで出演していた。ただし、2008年、2010年、2013年には、最終日に登場していない。
2020年には、8月に開催を予定していた第102回全国高等学校野球選手権大会および、出場校を決定する地方大会が新型コロナウイルス感染拡大の影響で中止することが5月20日に決まったため放送を休止。地方大会・本大会が予定されていた期間中に代替措置として全47都道府県で開催される都道府県・地区高等学校野球連盟単位での独自大会についても、単独でのダイジェスト番組の編成を見送った。ただし、第102回選手権大会の開催を予定していた期間（8月10 - 12日および15 - 17日）に2020年甲子園高校野球交流試合（選手権大会と同様の事情で中止された第92回選抜高等学校野球大会への出場予定32校による招待試合）が組み込まれたことから、朝日放送テレビでは交流試合のダイジェスト番組『2020高校野球 僕らの夏』を関西ローカル向けに放送。交流試合の予備日（13・14日）にも放送枠を設けたうえで、独自大会のダイジェストやドキュメンタリーを盛り込んでいる。
2021年には、第103回全国高等学校野球選手権大会の地方大会が6月下旬から開催されていることを受けて、当番組の放送を2年振りに再開。再開に際して、番組タイトルを『速報!甲子園への道』から『甲子園への道』に変更した。2022年以降も『甲子園への道』として編成しているが、テレビ番組表では、『○○甲子園への道』（○○は放送年の西暦を示す4桁の洋数字、改称1年目の2021年は2021）というタイトルで表記されている。

## 放送期間・時間
平年7月第4週の火曜日（2005年までは平年7月第3週の火曜日、即ち全英オープンゴルフ最終日中継の翌々日であった。これは、月曜日が総集編や雨天中止の予備日に当たる関係である）を初日として、全ての代表校が全て出揃うまで（例年7月30日 - 31日頃）放送される。1994年以前は全国大会の開幕前日まで放映されており、組み合わせ抽選会のハイライトや、出場校の来兵の模様など伝えていた。2008年（北京オリンピック開催と90回記念で本戦出場校が増えたため期間前倒し）は関連番組として、7月28日から30日まで大会の注目校を紹介する『熱闘!甲子園への道』を放送。
例年、朝日放送テレビのみ25分番組（ラスト5分はローカル）、それ以外の系列局は20分番組となっている（2006年度以降は名古屋テレビ（メ〜テレ）が日によって30分番組として放送。ただし、後半はローカル）。ここ数年の放送時間については、朝日放送テレビなどは『報道ステーション』（旧・『ニュースステーション』）の後の枠で放送するのに対し、テレビ朝日などはネオバラエティ枠の後に放送するなど、足並みはそろっていない（近年は後者が増加傾向）。ただし、土曜・日曜については『ANN NEWS&SPORTS』の後の枠で全国一斉の放送となっている。

### 番組開始当初
- 1981年から1985年までは原則として『ANNスポーツニュース』（1981年平日のみ『ANNニュースファイナル』）終了後から放送されていた。その後の1986年以後、平日は『ニュースステーション』明けのミニ番組の後に放送されていたが、概ね平日は23:25から、週末は年度にもよったが23:20から23:30ぐらいには放送を始めていた。1990年代以後の週末はニュースワイド番組が新設された影響で23:55以後（日付を跨いで0時過ぎになることもあった）始まったこともある（以上はフルネット局では同時ネットであった）。
- テレビ朝日のみで放送する関東ローカルパートは、テレビ朝日アーク放送センター稼働開始（1985年9月）の翌年（1986年）から、センター1階のニューススタジオ（当時は『ニュースステーション』などの全国ニュースで使用）で収録。同局の若手男性アナウンサーから1名（大熊英司・真鍋由・国吉伸洋・角澤照治・山口豊など）が、代々キャスターを務めていた。
- 九州朝日放送では、少なくとも1992年まで、企画ネット方式の自社制作を継続。当時の同局アナウンサー（月俣幸三や師岡正雄など）が福岡大会の結果と他地区の代表校を伝えていたほか、少なくとも1989年には早朝（7:00 - 7:15）に放送されていた。また、朝日放送（当時）では少なくとも1983年に、本放送翌日の早朝（7時台）に再放送を実施していた。

### 2000年代以後
- 2000年以後は、テレビ朝日など一部がネオバラエティを放送した後に時差ネットする局も増え、同時放送の機会が減っている。特に2010年からは『ネオバラエティ』および『金曜ナイトドラマ』のネットセールス化の影響により、平日は朝日放送（当時）以外の全局が遅れネットとなった（逆に朝日放送〈当時〉は全系列局で唯一『ナイトinナイト』（金曜のみ『探偵!ナイトスクープ』）を優先する影響で前述2番組枠を両方とも遅れネットとしている）。
- また、後述で詳しく触れるが、ここ数年は地方大会終盤の7月最終木曜からその週の日曜にかけて全英女子オープン衛星生中継に伴う優先処置で、朝日放送（当時）が本来放送すべき23時15分からはこの番組を放送せず、ネオバラエティ・金曜ナイトドラマを同時ネットで放送（その分ナイトinナイト、『探偵!ナイトスクープ』は休止）し、ゴルフ終了後の日付上翌日未明か早朝にこの番組を同時ネット放送で対応する傾向にある。
- また、西暦末尾奇数年は、テレビ朝日系地上波独占中継の「世界水泳選手権大会」（除・2007年＜於・メルボルン　3月開催＞）が概ね7月下旬-8月初めに行われる影響で、アジア・オセアニア以外の国・地域で開催される場合、時差の都合で日本時間深夜-早朝に生中継されることから、その兼ね合いで早朝（放送日付上は翌朝扱い）の放送となるケースもある。

#### 2005年度
7月19日から7月31日まで放送された（当初は7月30日までの予定であったが、山口大会の日程の関係上放送期間が1日延長した）。深夜の時間帯に世界水泳モントリオール大会（競泳競技の予選レース）の中継がある関係上、変則的な時間編成であった。
- 7月24日のみ、直後に世界水泳中継があるため関西ローカルパートが休止（朝日放送〈当時〉でも20分枠で放送）。
  - ちなみにこの日、普段関西のみOAされるエンディングが全国ネット部に移される措置は実施されなかったため、関西地区でもネット各局同様にキャスターの挨拶もなく唐突に番組が終了、CM明けにいきなり世界水泳の中継が開始された。
- 7月25日以降は世界水泳中継の後、1-2時台の枠で全国一斉放送された。
- 7月22日以前は例年通り、23時台または翌日0時台の枠で、地域によって放送時間が異なる放送体制であった。
- 追加放送となった7月31日は直後にゴルフ中継があるため関西ローカルパートは休止。しかし最終日ということもあってか、この日は普段関西のみOAされるエンディングを全国枠のエンディングに移す措置がなされた（2006年度の最終日も同様）。

#### 2006年度
7月25日から8月1日（当初は7月31日までの予定であったが、宮城大会の日程の関係上放送期間が1日延長した）までと、例年より遅い（7月第4週からの）スタートで、約1週間のみの放送となった。深夜枠の視聴率争いの激化によるものであるが、番組内容への皺寄せ（全国の結果の文字情報の廃止、企画コーナーの増加など）も見られた。
この年、朝日放送（当時）から全日同時ネット（平日は23:15開始）されるのは熊本朝日放送のみ。残りの地域は土日のみ同時ネットで、平日はネオバラエティの後の時差ネットであった（原則、平日は0:15開始。ただし、九州朝日放送ほか『ドォーモ』を放送する局は金曜を除いて0:10開始となる）。また、金曜日に限り静岡朝日テレビと愛媛朝日テレビも朝日放送（当時）から同時ネットを実施。
また、メ〜テレは後半のローカル枠を拡大し、30分番組として放送した（最終日を除く）。

#### 2007年度
7月24日から8月1日まで放送された（当初は7月31日までの予定であったが、新潟・東東京・静岡大会の日程の関係上、放送期間が1日延長した）。
各局の放送体制は2006年度を踏襲したものとなっているが、7月25日は「サッカーAFCアジアカップ・準決勝」の中継に伴い、平日ではあるが全国一斉放送された。
メ〜テレは前年同様、後半のローカル枠を拡大し、30分番組として放送した（ただし、7月30日以降は全編ネット受けで20分間のみ）。

#### 2008年度
7月22日から7月27日まで放送された。ここ数年では珍しく、予定日程のみで全放送を満了した。各局の放送体制は2007年度を踏襲したものとなっている。メ〜テレも後半のローカル枠を拡大し、30 - 35分番組として放送。この年の放送が1週間にも満たない6日しかなかったのは、90回記念大会と北京五輪の影響による日程変更の特例で全国大会が8月2日から8月19日に通常より大幅前倒しされたことに伴ったものである。

#### 2009年度
7月21日から8月2日まで放送された（7月30日は休止。当初は7月31日までの予定であったが、この年は全国的に天候に恵まれず、静岡・大阪・広島大会の日程の関係上、放送期間が2日延長された）。4年ぶりに2週間の放送。今回も平日の場合、朝日放送（当時）は23時台、テレビ朝日他多くの地域は翌0時台の放送となった。
当初の最終日の予定であった7月31日は、前日（30日）に朝日放送（当時）でテレビ朝日制作番組『雨上がり決死隊のトーク番組アメトーーク!』を臨時同時ネットとしたうえ、当日未明・早朝に第33回全英リコー女子オープン（第1日）と2009年世界水泳選手権（第5日・競泳決勝）といった大型スポーツ中継が相次いだことから、テレビ朝日系列フルネット全局で4:35開始となった（5:00終了、朝日放送〈当時〉以外では4:55飛び降り）。8月1・2日の放送も同様の理由で4:50開始・4:15開始となり、出演者の冒頭での挨拶も「おはようございます」となっていた。
広島ホームテレビでは補完番組として『速報!!甲子園への道広島』を7月11日 - 13日・19日 - 21日の深夜・早朝枠で放送した。
関東ローカルにおいてはテレビ朝日および（株）文化工房がBゾーンにおける放送および制作を行った。栃木、群馬、神奈川、千葉、茨城、東京、埼玉が対象エリアである。

#### 2010年度
7月22日から8月2日まで放送された（当初は8月1日までの予定であったが、大阪大会の日程の関係上、放送期間が1日延長した）。前述のように、この年から平日は朝日放送（当時）以外の全局が（後述するテレビ朝日の編成の都合で系列全局で臨時同時ネットとなる日を除き）翌日未明に遅れネットとなった（7月23日はマツダオールスターゲーム2010（第1戦）中継の延長に伴い、予定より25分遅れの放送となった）。7月29日以降は第34回全英リコー女子オープンの影響を受け、同日は休止となり、翌日未明の全国一斉放送となった（7月30日・31日は3:35開始、8月1・2日は当初予定より10分遅れの2:10開始の放送となった）。メ〜テレは一部の日程を除いて後半のローカル枠を拡大し、25分番組として放送された。

#### 2012年度
7月24日から7月31日まで放送された。25日と30日にテレビ朝日系列でロンドンオリンピック競技の生中継を放送する関係で、両日は休止とし、26日は3:00から、31日は5:30から、いずれも系列全局で一斉開始となった。その一方で、例年は当番組の放送期間と重なる全英リコー女子オープンについては、ロンドン五輪とパラリンピックの開催に伴う周辺警備の関係などから、9月13日-16日に第35回大会を開催した。

#### 2013年度
7月23日から31日まで放送。放送時間は制作局・朝日放送（当時）とキー局・テレビ朝日（および朝日放送〈当時〉以外のネット局）で異なる（基本として朝日放送（当時）は25分枠・テレビ朝日は20分枠で放送）。また、テレビ朝日が日本国内での地上波テレビ放送権を保有する世界水泳バルセロナ大会との兼ね合いで、28日 - 31日には同大会の生中継終了後に放送枠を設けていた。同じくテレビ朝日が放送権を保有する全英リコー女子オープンについては、8月1日からの開催であることに加えて、7月31日で全出場校（49校）が決まったため当番組への影響は生じなかった。
ちなみに朝日放送（当時）では、上記の事情から、通常は関西ローカルで23:17 - 翌0:15に放送する『ナイトinナイト』枠のレギュラー番組を休止。23 - 26日については、23:15 - 23:42に当番組の放送枠を設定したうえで、23:42 - 翌0:42に自社制作の特別番組を日替わりで編成していた。その一方で、27日以降は、放送開始時間が毎日異なっていた（28日は0:45、29日は3:05、30日は2:50、31日は1:15、8月1日は3:00）。
朝日放送（当時）以外のネット局では、24 - 27日に0:20 - 0:40の20分枠で放送。27・28日のみ朝日放送（当時）と同じ時刻から放送していたが、31日（30日以降）以降は放送枠を「世界水泳バルセロナ大会」生中継・第2部終了後の未明4時台後半（4:35 - 4:55）に設定していた。スカイ・A sports+では朝日放送（当時）版の全9回を8月5日11:00 - 16:00に一挙放送した。

#### 2014年度
7月22日から30日まで放送。前年度と同様の編成で、朝日放送（当時）では25分間、ネット局では20分間の放送枠を設定している。朝日放送（当時）では、26日（土曜日）を除いて、関西ローカルで先行放送を実施。平日は23:17　- 23:42、28日（月曜日）のみ0:58 - 1:23に放送する。
朝日放送（当時）以外のネット局では、火曜 - 土曜未明（月曜 - 金曜深夜）は0:50 - 1:10（ただし、九州朝日放送ほか『ドォーモ』を放送する局は、25日までと、29日から31日まで0:15 - 0:35、26日のみ0:20 - 0:40）、28日のみ1:10 - 1:30に放送枠を設定。27日には、朝日放送（当時）と同じく0:45から放送を開始した後に、同局より5分早く1:05で終了する。

#### 2015年度
朝日放送（当時）では7月21日深夜から8月1日早朝まで放送（7月25・30日には放送なし）。通常時は前年度と同様の編成で、朝日放送（当時）では25分間、ネット局では20分間の放送枠を設定している。『世界水泳2015ロシア・カザン』（7月26日未明 - 8月10日未明）、および『全英リコー女子オープン』（7月31日未明 - 8月2日深夜）中継の関係で、31日早朝・1日早朝に限って、全局10分枠で放送（本来は7月29日で全代表が出そろう予定 であったが、雨天や台風11号の影響などによる天候不良で決勝戦が延期になった大会があったため、実際には全代表の決定が7月31日まで持ち越されていた）。
朝日放送（当時）では7月21日 - 24日深夜・27日 - 29日深夜は23:17 - 23:42に、26日未明（25日深夜）は0:45 - 1:10、27日未明（26日深夜）は1:18 - 1:43に、31日早朝は4:45 - 4:55、8月1日早朝は4:20 - 4:30に放送。ネット局では、26日未明（25日深夜）・27日未明（26日深夜）・31日早朝・8月1日早朝放送分を除いて、翌日未明に遅れネットとなり、27日未明（26日深夜）分は当日遅れネットとなる。
テレビ朝日ほか一部系列局の場合、朝日放送（当時）にて7月21日 - 24日深夜・27日 - 29日深夜に放送される分は翌日0:50 - 1:10に、27日未明（26日深夜）は1:30 - 1:50に、それぞれ遅れネットする。他の日は朝日放送（当時）と同時ネット（26日未明分は1:05飛び降り）。

#### 2016年度
7月20日から8月1日（7月19 - 31日深夜）まで放送。当初は7月31日（7月30日深夜）で放送を終了する予定であったが、地方大会の全日程終了が延期したため、放送期間を1日延長した。また、最終日の8月1日には、10分番組として放送した。
朝日放送（当時）では、『ナイトinナイト』を2分繰り上げの23:15 - 翌0:15に放送したため、当番組の基本放送枠を火 - 土曜でも月 - 金曜23:15開始ではなく、0:15開始に設定（これにより、制作局基準で、月曜日に未明・深夜の2回放送は解消）。8月1日（7月31日深夜）については、前夜に『ナイトinナイト』を休止したうえで全英リコー女子オープン中継（テレビ朝日制作）の同時ネットを実施したため、当番組の放送枠を中継終了後（2時台）にまで繰り下げた。なお、テレビ朝日にて7月29日深夜放送の『金曜ナイトドラマ』は翌30日2:45-3:45に遅れネットで放送された。7月28日の『アメトーーク!』は朝日放送のみネット返上した。
テレビ朝日では基本として当日遅れネット（ニアライブ）とした。ただし、全英リコー女子オープンの中継期間中のみ、朝日放送（当時）との同時ネットで対応した。

#### 2017年度
「全英オープン」が7月の第4土・日曜をはさんで20日 - 23日（日本時間で20日深夜 - 24日未明）に開催されたことや、「世界水泳2017ブダペスト」の日本国内向け全国中継を日本時間の16日未明 - 31日未明に編成したことから、7月26日未明（25日深夜）から31日未明（30日深夜、30日までに全47代表校が確定しなかった場合には最長で8月2日未明〈1日深夜〉）までの予定で放送。
朝日放送（当時）では基本として、放送開始時刻を2:40に設定した一方で、29・31日のみ2:45から放送を始めていた。実際には、宮城大会のみ準決勝での雨天順延や延長15回引き分け再試合によって7月30日までに代表校が確定しなかったため、8月1日・2日にも0:15 - 0:24に放送した。
なお、朝日新聞と朝日放送（2018年度からは朝日放送テレビ）では、この年から「バーチャル高校野球」の共同運営を開始。当番組の放送済み（キャッチアップ）動画を、放送当日の朝7:00から無料で配信している。

#### 2018年度
「全英オープン」が7月の第4土・日曜をはさんで18日 - 22日（日本時間で19日深夜 - 23日未明）に開催されたことを受けて、7月25日未明（24日深夜）から30日未明（29日深夜、30日までに全56代表校が確定しなかった場合には最長で8月1日未明〈31日深夜〉）までの予定で放送。第100回の記念大会で代表校の総数が史上最多の56校に増えたことを背景に、全国で最初に北北海道大会で代表校が決まった7月22日から24日までは、放送とほぼ同じ体裁のダイジェスト動画（事前特別編）を「バーチャル高校野球」での配信向けに制作していた。実際には、7月31日未明〈30日深夜〉まで放送。
朝日放送テレビでは、7月25日・26日・28日の0:15 - 0:40、27日の0:25 - 0:50、29日の0:10 - 0:35、30日の1:20 - 1:45に放送枠を設定。さらに、30日までに全56代表校が確定しなかった場合に備えて、31日および8月1日の0:15 - 0:25を予備放送枠に充てていた。「ナイトinナイト」については、2016年度に準じた対応で、開始時刻を変えずに通常より2分早く終了させていた（「木曜ドラマ・ハゲタカ第2話拡大スペシャル」を放送した26日のみ10分繰り下げ・2分短縮）。
テレビ朝日では、7月25日・26日・28日の0:50 - 1:10、27日の1:00- 1:20、29日の0:35 - 0:55、30日の1:20 - 1:40（この日のみ1:40まで朝日放送テレビと同時ネット）に編成。朝日放送テレビに準じて、7月31日・8月1日の2:55 - 3:04に予備放送枠を設定している。

#### 2019年度
7月24日未明（23日深夜）から7月31日未明（7月30日深夜）まで放送。放送枠については、7月29日未明（28日深夜）放送分まで25分、7月30日・31日未明（29・30日深夜）放送分を10分に設定していた。
前年度に続いて、放送とほぼ同じ体裁のダイジェスト動画を、「バーチャル高校野球」での配信向けにも制作。本編の放送開始前日の23日までに北北海道、南北海道、青森、秋田、長野、沖縄の代表校が決まっていたため、全国で最も早く北北海道大会で決勝が催された21日から23日までは、「バーチャル甲子園」限定バージョンの動画（特別編）の配信で対応した。
朝日放送テレビでは、7月24日の0:20 - 0:45、7月25・26日の0:30 - 0:55、7月27日の0:15 - 0:40、7月28日の0:10 - 0:35、7月29日の0:55 - 1:20、30・31日の0:20 - 0:30に放送枠を設定。31日までに全49代表校が確定しなかった場合に備えて、8月1日（7月31日深夜）の0:20 - 0:30と2日（1日深夜）の1:51 - 2:01を予備放送枠に充てていた。実際には、30日までに全ての代表校が出揃ったため、31日未明放送分で終了した。
テレビ朝日では7月24日-26日は0:50 - 1:10、27日は0:45 - 1:05、28日は0:30 - 0:50、7月29日は0:55 - 1:15、30日･31日は2:58 - 3:07に放送枠を設定。28日まではローカル枠も設定されていた。31日までに全49代表校が確定しなかった場合に備えて、8月1日（7月31日深夜）の2:58 - 3:07、8月2日（1日深夜）「全英女子オープン」終了後の10分間に予備放送枠に充てていた。実際には、30日までに全ての代表校が出揃ったため、31日未明放送分で終了した。

#### 2021年度
新型コロナウイルス感染拡大の影響で1年間延期された東京オリンピックの開催期間中に編成。7月24日・25日には、テレビ朝日系列で競技中継や『東京五輪プレミアム』 を放送したため、「バーチャル高校野球」で先行配信を実施した。地上波での放送は49地区中22地区で代表校が決まっていた27日未明（26日深夜）からで、全ての放送日を対象に、放送済み本編動画の見逃し配信を「バーチャル高校野球」で実施している。
朝日放送テレビ（ABC）での放送時間は25分間で、7月26日（月曜日）・28日（水曜日） - 31日（土曜日）および8月2日（月曜日）の24:15 - 24:40、7月27日（火曜日）の24:20 - 24:45、8月1日（日曜日）の24:35 - 25:00に放送枠を設定。実際には8月2日に全49代表校が決まったが、当初は3日（火曜日）・4日（水曜日）を予備日に充てていた（両日とも24:15 - 24:25での放送を想定）。
テレビ朝日での放送時間は20分間で、7月26日・28日・29日の24:45 - 25:05、27日・30日の24:50 - 25:10、31日の24:15 - 24:35、8月1日の24:35 - 24:55に放送枠を設定。地方大会最後（東東京・西東京大会）の決勝が東京ドームで開催された8月2日には、24:45 - 25:05か24:51 - 25:11での放送を想定していたが、実際には前者の放送枠に編成された。ABCと同じく、2日までに全代表校が決まらなかった場合に備えて、8月3日・4日を予備日に充当（26:56 - 27:06での放送を想定）。実際には、ABC・テレビ朝日ともオリンピック関連番組との兼ね合いから、一部の放送日で上記の放送時間を10 - 20分程度繰り下げていた。

#### 2022年度
当番組の公式サイトでは、朝日放送テレビ（ABC）とテレビ朝日での放送スケジュールをトップページで紹介する一方で、この年度から 他のネット局におけるスケジュールをネット局別に記載したページ を新設。ただし、ネット局によって放送の日時が若干異なるため、本項では通例に沿ってABCとテレビ朝日での日時のみ記述する。なお、地上波では7月24日（日曜日）の深夜（ネット局によっては25日の未明）から全49代表校決定日の深夜（翌日の未明）まで放送したが、「バーチャル甲子園」では23日（土曜日）に大会ダイジェスト動画の先行配信を実施した。
ABCでの放送時間は25分間で、7月24日（日曜日）・31日（日曜日）の23:55 - 24:20、25日（月曜日） - 29日（金曜日）の24:15 - 24:40、30日（土曜日）の24:00 - 24:25に放送枠を設定。実際には7月31日の西東京大会決勝で全49代表校が決まったが、当初は8月1日（月曜日）・2日（火曜日）を予備日に充てていた（両日とも24:15 - 24:25での放送を想定）。
テレビ朝日での放送時間は20分間で、7月24日・31日の24:25 - 24:45、25日 - 28日（木曜日）の25:20 - 25:40、29日の24:50 - 25:10、30日の24:00 - 24:20に放送枠を設定。30日には、全国ネットパートをABCと同時に放送した。

#### 2023年度
ABCでの放送時間は25分間で、7月25日（火曜日） - 28日（金曜日）の24:15 - 24:40、29日（土曜日）の24:00 - 24:25、30日（日曜日）の23:55 - 24:20に放送枠を設定。「バーチャル甲子園」では、24日（月曜日）に大会ダイジェスト動画の先行配信を実施した。実際には、30日の大阪大会・東東京大会決勝をもって全49代表校が出揃ったため、当初の予定どおり同日まで放送。
テレビ朝日での放送時間は20分間で、7月25日 - 27日（木曜日）の25:20 - 25:40、28日の24:50 - 25:10、29日の24:00 - 24:20、30日の24:25 - 24:45に放送枠を設定。29日には、全国ネットパートをABCと同時に放送した。

#### 2024年度
当初は、7月23日（火曜日）から7月29日（月曜日）までの放送を予定。ABCでの放送時間は25分間、テレビ朝日での放送時間は20分間で、7月30日（水曜日）と7月31日（木曜日）を予備日に設定していた。実際には、30日開催の愛媛大会決勝をもって代表校（全49校）が出揃ったため、放送の期間を同日にまで延長している。
ABCでは、7月23日 - 26日（金曜日）の24:25 - 24:50、27日（土曜日）の24:10 - 24:35、28日（日曜日） の26:30 - 26:55、29日（月曜日）の25:30 - 25:55に放送。その一方で、予備日に当たる30日の放送では、放送時間を10分間（24:25 - 24:35）にとどめていた。テレビ朝日での放送枠は日替わりで、23日には24:31 - 24:51、24日（水曜日）には24:55 - 25:15、25日(木曜日）には25:01 - 25:21、26日には24:25 - 24:45、27日には24:10 - 24:30、28日には26:30 - 26:50、29日には25:30 - 25:50、30日には26:08 - 26:18に設定。23日・26日・28日・29日には、全国ネットパートをABCと同時に放送していた。
その一方で、放送期間中の7月26日からパリオリンピックが開催されることを受けて、テレビ朝日系列では28日・29日の深夜帯に一部の競技を生中継。ABCでは、このような特別編成との兼ね合いで、（テレビ朝日や他のネット局を含めた）当番組の放送時間が当初の発表から繰り下げられる可能性があることをオリンピックの開幕前から告知していた。

## 番組の流れ
この番組は時間帯によって全国ネット・任意ネットの枠が決まっている。

### 番組初年度の1981年度
この年の前半（7月31日まで）はいわゆる企画ネット番組扱いで、各系列局ごとに地方大会のダイジェストを放送し、後半の8月1日以後は朝日放送（当時）制作・全国ネットで各代表校の来兵（兵庫県へやってくる）の模様を放送していた。また、この年だけタイトルは「甲子園への道」であった。

### 1982年度から2007年度まで
基本的には以下の4パートに分かれていた。
第1パート：全国ネット枠（約10分）
* ANN系列フルネット24局で必ず放送されるのはこのパートのみ。
* 冒頭、全国代表校マップ（通称：への道マップ）という日本地図上に、決定した代表校やその日の決勝戦の組み合わせ等が表示される。2007年度は代表校未決定地区の大会進捗（「2回戦」「休養日」という形で）も記載されるようになった。
* その後、その日の決勝戦（時間に余裕があればその日の注目カード）の試合情報を、各地方局から提供された映像をもとに紹介する。
* 2007年度は、CM前に大阪桐蔭の中田翔選手（2008年度より北海道日本ハムファイターズ所属）に毎日密着する「It's 翔 time」のコーナーが挿入されていた（7月31日のみ第2パートで放送。8月1日は無し）。
* 2007年度は、2006年度以上に企画コーナーが増えた結果、初日は決勝戦であっても取り上げられなかった試合も存在した。
* 関西地区以外の情報では、テレビ朝日系列は「取材（局名）」、系列外は「協力（局名）」と表示される。
第2パート：任意ネット枠1（約5分）
*系列局でのここから先のネットについては各局の判断に委ねられ、局によっては放送エリア内の地方大会の情報に差し替える（ただし、地元県大会で試合の無い日や、既に地元代表校が決定している場合は、そのまま差し替えずにネット続行）。
* 第1パートで紹介し切れなかったその日の注目カードを取り上げる。特に決勝戦を第1パートで紹介しきれない場合は、テレビ朝日版（第2・第3パートをローカル版に差し替え。詳細後述）との内容重複を避けるため、関東地区の試合をこのパートに廻すことが多い。
* 企画もののコーナーもここに入ることが多い。かつてはこのパートのCM前に球児たちのハッスルプレーを集めたコーナーがあったが、2004年度を最後に実施されておらず、以降はいわゆる「感動もの」の特集が中心。
第3パート：任意ネット枠2（約5分）
* 第2パート同様、系列局でのネットについては各局の判断に委ねられる。このパートのみをローカル枠に差し替える局もあれば、第2パートだけ差し替えて第3パートからネット復帰する局もある。
* このパートでは、文字情報で各地の地方大会の結果をおさらいしていた（2005年度まで）。
* 放送期間が短縮された2006年度以降はこれに代わり、放送期間以前に甲子園行きを決めた代表校を取り上げる「ウェルカム甲子園」のコーナーあるいは企画もののコーナーを放送。
* 各年の最後の放送では、このパートの最後で全代表校一覧のテロップがロール形式により表示される。
* ローカル枠として番組が続く朝日放送テレビ・メ〜テレを除いた22局は、ここで番組終了となる（メ〜テレは2006年度から）。また、放送期間延長の場合、追加日程分の放送は第4パートがなくなり、全国的にここで番組終了となる。
第4パート：関西地区ローカル枠（約5分）
*このパートは制作局である朝日放送テレビ以外では放送されない（2006年度以降はメ〜テレも当該時間も放送を継続しているが、東海地区ローカルの内容を放送。メ〜テレ版の第4パートは10分間となる）。
* 2005年度までは「近畿・への道」と題して、同局の放送エリア（近畿広域圏2府4県）の注目校をアシスタントの局アナウンサーが取材するコーナーと、文字情報による近畿広域圏の全試合結果一覧を放送していた。
* しかし、2006年度以降は、第3パートまでで取り上げ切れなかった全国各地の注目校・注目選手密着などの企画コーナー枠となっており（2007年度は甲子園にかける女性に密着した「甲子園に恋をした」というコーナー）、辛うじてエンディングの近畿広域圏試合結果一覧のみが、この時間が関西ローカル枠であることを示していた。
（特記）
1994年までの放送期間後半は第1・2パートのみをフルネット局で全国放送し、第3・4パートはなかった。放送期間後半は代表校が決定してからの選手団の来兵の模様、甲子園練習を含めた事前練習、組み合わせ抽選会、注目チームの合宿宿舎での様子などをレポートしていた。

### 2008年度から
全国ネット枠が13分に拡大し、3パート制となった。任意ネット枠はその分縮小されている。その一方で、スタジオセットにCG（バーチャルセット）を採用するようになった（2011年度以前と2015年度以降は甲子園球場のスコアボードおよび外野スタンドのイメージ映像を背景に投影、2012 - 2014年度は野球部のグラウンド風）。
2013年度からは、番組史上初めてTwitterと連動。全国の地方大会出場校に関する情報や、球児および彼らを応援する人々へのメッセージを募集している。また、同年度のみ、野球部の部室を模したセットとの連動企画として「コトバ甲子園　我が野球部の名言!」（野球部にまつわる言葉を投稿する企画）と「俺たちの1枚」（野球部にまつわる至極の写真を投稿する企画）を実施。両企画へ投稿された名言・写真の一部を、日替わりでセットに表示させていた。
第1パート：全国ネット枠（約13分）
- ANN系列フルネット24局で必ず放送されるのはこのパートのみ。2013年度からは、前述のセットに組み込まれたホワイトボード風のモニターを通じて、地方大会の傾向・進み具合や注目校の戦績を示すデータを随時紹介している。
- キャスターが1名態勢であった2012年度までは、出演者が立ったまま進行していた。2013年度には、朝日放送（当時）・テレビ朝日所属の女性アナウンサーがコンビで第1・第2パートのキャスターを務める体制に移行。スタジオセットに（テレビカメラ側から見て）逆V字型の長椅子を新設するとともに、朝日放送（当時）のアナウンサーが画面左側、テレビ朝日のアナウンサーが画面右側の椅子に座りながら進行するようになった（前述のモニターは両者の背後に設置）。このパートにゲストを迎える場合には、画面左側の椅子をゲスト用に確保する関係で、キャスター陣は画面右側の椅子に並んで座っていた。
- 当日の決勝戦の情報は、2008年度は注目度の高い試合を何試合か絞り込んで「ピックアップ!決勝戦」として詳報し、残りの試合を「代表校フラッシュ」と題してフラッシュニュース形式で伝える形となったが、2009年度には「ピックアップ!決勝戦」に統一し、全ての決勝戦を詳報するようになった。決勝戦のない日は後述の「主役の予感」（2010年はこのコーナー名が廃止）をこのパートに拡大して対応する。
- 長島三奈が『熱闘甲子園』のキャスターに就任してからは、2011年度まで、当番組の後半を長島による注目校リポート「熱闘だより（熱闘便り）」を放送していた（2009年度から2011年度までは栗山英樹も担当。回によっては放送しないほか、決勝戦のない日は前半に廻ることもあった）。2012年度以降は、放送期間中に1～2日程度、長島や工藤公康（栗山の後任）がこのパートの「特別ゲスト」としてスタジオに出演。工藤は高校球児時代の経験を交えた解説、長島は地方大会や出場校・注目選手への取材の成果を披露する。
- かつては全国の代表校を記載した日本地図（通称「への道マップ」）を表示していたが、2008年度より廃止。2009年度からは、大会を開催する地方を「放送日に代表校を決定」「代表校を決定済み」「放送日以降に代表校を決定」という基準で色分けした日本地図（出場校名未記載）を表示している（2013年度以降の放送ではCGを使用）。
- 世界水泳の開催年に当たる2009年と2013年には、ANN系列で同大会の生中継を日本時間の深夜（午前0時台～4時台前半）に放送する関係で、当番組では朝日放送（当時）以外のネット局で後期の放送枠を午前4時台の後半に設定。この期間中は、出演者の冒頭での挨拶を、「こんばんは」から「おはようございます」に変えている。
- 2013年度からは、「ラストミーティング～輝きのあとに～」という企画を、このパート（または第2パート）のエンディングで放送。地方大会での敗退が決まったばかりの出場校を対象に、敗退した試合の直後に監督が選手たちへ「最後の言葉」を伝えた様子を、毎回数校のペースで紹介している。なお、2013年度には最終日（7月31日）のみ、朝日放送（当時）のみで放送される第3パートに当コーナーの総集編を組み込んだ。
- 2014年度には、twitterと連動した企画として、「視聴者の声　ねったまランキング」を実施。番組公式アカウントや放送で発表する選択肢付きのテーマ（過去の全国大会で活躍した選手や大会の名シーンなど）に対して、選択肢ごとにツイート件数の比率を集計したうえで、CG映像を交えながら集計結果を紹介していた。
- ヒロド歩美（朝日放送→朝日放送テレビアナウンサー）が単独でキャスターを務める2016年度には、地方大会で注目される選手を1日1名ずつ紹介する企画「ヒーローズ」を放送。ヒロド自身が取材した選手を取り上げることもあった。

第2パート：任意ネット枠（約6分）
- 2008年度より、ネット局の差し替え枠はこのパートに限られる。ただし、ネット局の放送エリアの地方大会で試合が開催されない日や、既に代表校が決定している場合には差し替えずに同時ネットを続ける。
- ここでは「主役の予感」と題して、決勝戦以外の注目試合を取り上げたり本大会の見所を占ったりする（ただし、2010年度は「主役の予感」の題号は使われておらず、コーナー名の付かない試合ハイライトとなっている）ほか、「甲子園あの瞬間」（2008年度）、「甲子園と共に」（2009・2010年度）、ゲストとのスタジオトーク、高校時代に甲子園の本大会を湧かせた著名選手へのインタビューなどを放送する。なお、2009年度は、前述の「ピックアップ!決勝戦」が試合数の都合上第1パートに収まらない場合、このパートで残りの試合を取り上げていた。
- 2007年度までの放送では、最終日のこのパートの最後に、全代表校一覧のテロップを挿入していた。2008年度の朝日放送（当時）発全国版でいったん廃止されたが、2009年度から復活している。
- 朝日放送テレビ以外のネット局（以前は朝日放送〈当時〉・メ〜テレを除いた22局）は、このパートで放送を終了。2009年度から2011年度までは、コメンテーターの栗山がスタジオに出演していた場合に、栗山がこのパートで退席していた。

- 地方大会の雨天順延などで放送期間を延長した場合には、追加日程分の放送のみ第3パートを割愛。本来は第3パートまで放送する朝日放送（当時）も、他のネット局に合わせて、このパートで放送を終了する。なお、この場合には、朝日放送テレビ（当時）・関西ローカルの第3パートに準じたスタイルで番組を締めくくる。

- 2008年度は、テレビ朝日が独自制作のエンディング映像を放送する一方で、小泉孝太郎が登場する他のネット局用（裏送り）の提供ベースとエンディングを朝日放送（当時）が用意。小泉が「夏は、これからだ!」（同年の大会キャッチフレーズ）を叫ぶことで番組を締めくくっていた。2009年度以降も、テレビ朝日以外のネット局では、同様の方法でエンディング映像を放送した模様。
- 2018年度には、「テノヒラ」というミニドキュメントを、このパートに放送。甲子園球場での100回記念大会出場を目指す高校球児にとどまらず、球児を支える人々の掌にも注目しながら、掌に込められた想いを紐解いた。
- 2019年度には、「甲子園への飯!」というミニドキュメントを、このパートに放送。全国大会への出場を目指す高校球児たちにとっての活力の源である食事（飯）をテーマに、作る人の思いに迫っていた。2年振りに放送を再開した2021年度には、前年度（2020年度）に予定されていた第102回大会が地方大会を含めて全て中止されたことを背景に、前年度の大会への出場を目指していた卒業生と現役の高校球児（いずれも放送時点）をつなぐ人間関係に焦点を当てた「ツナグオモイ」というミニドキュメントを放送。2022年度には、「ナツガオ」（注目の選手や代表校を本大会に先駆けてヒロドの取材などで紹介する企画）を充てている。

第3パート：関西地区ローカル枠（約6分）
- 制作局である朝日放送テレビのみの放送で、第1・第2パートと同じスタジオセットを使用。2007年度までは、前パートとの間にCMを放送していた。2008年度からはCMではなく、提供ベースをはさんでこのパートに入る。メ～テレではかつて、このパートを自社制作枠に充てたうえで、放送エリアである愛知・岐阜・三重大会の情報を中心に伝えていた（現在は第2パートの差し替えで自社制作枠を確保）。
- キャスターは基本として、第1・第2パートから続いて出演。また、アシスタント兼リポーターとして、朝日放送テレビの若手アナウンサー（主に新人）がこのパートにのみ日替わりで登場する。朝日放送（当時）・テレビ朝日所属の女性アナウンサーがコンビで第1・第2パートのキャスターを務める体制に移行した2013年度には、当日の第1・第2パートでキャスターを務めた朝日放送のアナウンサー（角野友紀または斎藤真美）が、このパートのみ単独でキャスターを担当（最終日のみテレビ朝日の森葉子も斎藤とのコンビで出演）。前述のスタジオセットでは、アシスタントが画面左側、キャスターが画面右側の椅子に座りながら進行していた。
- 現在の放送内容は、2005年度までの「近畿・への道」のスタイルに回帰。キャスターやアシスタントが同局の放送エリア（近畿広域圏2府4県）での注目校・注目選手を取材した模様を中心に取り上げる。2009年度からは一時、「関西のヒーロー」というコーナータイトルが付いていた。2014年度の放送では、単に「特集」と称している。
- 2007年度までは近畿広域圏の地方大会全試合結果を一覧で表示していたが、2008年度に廃止。2009年度からは、近畿広域圏の府県大会ごとに、主な数試合の結果リストを表示するなどの配慮が見られるようになった。
- 朝日放送テレビのみで放送されるこのパートのエンディングには、以下のような趣向を凝らしている。

- 2008年度は小泉とアシスタントが、「夏は、これからだ!」と言いながら番組を締めていた（最終日のみは、全国向けの締めとして小泉が提供ベースの手前でこの台詞を使ったため、エンディングの台詞は「甲子園で、会いましょう!」となった）。本間がキャスターを務めていた2009～2011年度にも、本間とアシスタントが声を揃えて大会のキャッチフレーズ（2009年度「夏という名の、宝物!」2010年度「夏の夢、今、走り出す!」2011年度「一瞬の夏、一生の記憶」）をコール。その直後に、地方大会でのある1コマを映し出したVTRを流すことで番組を締めくくっていた。
- 世界水泳バルセロナ大会中継の直後に放送枠を設定した2013年度の後期（7月27日 - 30日放送分）では、アシスタントが両手でクロールを模した動きを見せるかたわら、キャスターが「それでは明日も、『世界水泳』の後で!」という台詞を言うことで放送を終えていた。
- 2021年度の放送では、キャスターの東による「球児の皆さん!甲子園を目指して」との呼び掛けに続いて、東と関西ローカルパートのリポーター（大野雄一郎か鷲尾千尋）が声を揃えて「頑張って下さい!」とエールを送る演出を採用。野球にちなんだポーズ（バットスイングなど）を日替わりで付けている。最終回（8月2日深夜放送分）では、地方大会へ参加したすべての選手を東が「熱戦を見せてくれた球児の皆さん、お疲れ様でした」との言葉で労ったうえで、代表校の選手に対して「夢の舞台へと羽ばたく球児の皆さん、甲子園でも頑張って下さい」とのエールを送ることで放送を締めくくった。キャスターに福戸が加わった2022年度の放送でも、上記の演出を踏襲。

- 2009年度から2011年度までは、本編終了後の30秒間、アシスタントの局アナウンサーによるNTTドコモのインフォマーシャルを挿入。ABCの新人アナウンサーにとっては、このインフォマーシャルの収録がテレビでの初仕事になったという。しかし、2012年度以降のインフォマーシャルには、関西で活動するモデルやタレントを起用。2014年度から2017年度までは、朝日放送→朝日放送テレビの野球解説者を登場させていた（2015年度までは矢野燿大、2016年度は関本賢太郎、2017年度は桧山進次郎）。2018年度からは、通常の関西ローカル向けコマーシャルを放送している。

- 2009年度にはCGスタジオで収録。当時アシスタントを務めていた桂紗綾・横山太一のコンビ（または北村真平・八塚のコンビ）が登場するとともに、当日出演のアシスタントに合わせてCMを変えていた。
- 2010年度は番組収録終了後の1コマという設定で、アシスタントの4名（後述）がランダムに登場する小芝居風のものとなった（その日の担当には連動しない）。また、「上司」という設定で、岡元昇アナウンス部長（当時）も出演していた。
- 2011年度は、関西ローカルパートのアシスタントを務める平岩康佑・古川昌希（いずれも同年度に朝日放送〈当時〉へ入社）の研修や会話を中心に据えた内容。先輩の角野も毎回登場していた（声だけの出演の場合あり）。

## 全国ネット・関西ローカルパートの出演者
1990年代前半までは、朝日放送（当時）に女性アナウンサーが少なかったこともあり、スポーツ担当の男性アナウンサーと女性フリーアナウンサーのコンビで進行していた。しかし1990年代後半から女性の局アナが増えてからは、男女の局アナのコンビによる進行となった。2000年代に入ってしばらくは女性局アナが1人でメインを務める体制となっていた（それ以降も、試合ダイジェストを影読みする男性アナウンサーはいる）。
アシスタント役についても、1990年代前半までは女性フリーアナウンサーや現役女子大生キャスターの担当枠であった（その中にはテレビ朝日に入社する前の丸川珠代もいた）が、1990年代後半以降は、新人あるいはそれに準ずるキャリアの局アナが担当するようになっている。ちなみにアシスタント役は原則として関西ローカル部分のみの登場（甲子園前日までの放送であった時代は、全代表決定以降の全国ネット部分にも出演）であったが、2005年度のみは全期間にわたって全国ネット部分にも登場している。ただし、2006年度・2007年度についてはアシスタントは設けず、全面的にメインキャスターのみで進行されていた。
2008年度からは、『熱闘甲子園』のキャスターが本番組にも出演。2009年度からは2011年度まではテレビ朝日の本間智恵が担当した。起用時点では、朝日放送（当時）発全国ネットのメインキャスターとしてテレビ朝日のアナウンサーが登用されるのは初めてのことであった。この期間は、朝日放送（当時）アナウンサーが全国ネットパートに出演せず、関西ローカルパートでリポーターを務めるにとどまっていた。
2012年度は、朝日放送（当時）アナウンサーの八塚彩美が、単独でメインキャスターを担当。2013年度には、テレビ朝日の竹内由恵（同年度から『熱闘甲子園』のキャスターに就任）・森葉子、朝日放送（当時）の角野友紀（当時）・斎藤真美が交互にキャスターを務めた。ただし竹内は、進行キャスターを務めていた世界水泳バルセロナ大会中継や他のレギュラー番組との兼ね合いから、当番組には初日（7月24日放送分）にしか登場していない。
2014年度には、テレビ朝日の森がキャスターを続投。朝日放送（当時）からは、同年度入社の川添佳穂・ヒロド歩美をキャスターに抜擢した。川添・ヒロドとも、当番組が入社後初めてのレギュラー番組になった。
2015年度には、朝日放送（当時）のヒロドがキャスターを続投。テレビ朝日からは、前年度に関東ローカルパートおよび『熱闘甲子園』のキャスターを務めた山本雪乃が、森の後任として全国ネットパートに出演した。ちなみに、山本は『熱闘甲子園』でも、古田敦也とのコンビで引き続きキャスターを務めていた。
大会が100回を迎える2018年度には、7月31日（火曜日）まで放送。「高校野球100年記念スペシャルナビゲーター」に起用された相葉雅紀（嵐）が、当番組の7月28日放送分へ出演したほか、『熱闘甲子園』にも登場した。その一方で、ヒロドがキャスター、古田がスペシャルキャスターを3年連続で担当（古田の出演日は7月25日）。
ヒロドは2017年10月から、テレビ朝日・朝日放送テレビ・メ～テレの共同制作番組『サンデーLIVE!!』（毎週日曜日の早朝にテレビ朝日の本社スタジオから生放送）のサブキャスターを通年で担当。当番組では事前に収録した内容を放送するため、2018・2019年度には、『サンデーLIVE』本番当日未明の放送分に出演していた。なお、2018年度の当該放送分では関西ローカルパートのみ登場しなかったが、2019年度には通常どおり全編に出演。2020年4月からアナウンス職のまま朝日放送テレビの東京オフィスへ異動したため、番組タイトルを『甲子園への道』に変更した2021年度には、当時の後輩アナウンサー・東留伽（放送を休止していた2020年度に入社）をキャスターに起用していた。
なお、ヒロドは2022年度以降も、『熱闘甲子園』や『サンデーLIVE!!』のキャスターを引き続き担当。当番組では、兵庫県立小野高等学校の3年時（2017年）に第99回全国高等学校野球選手権大会の開会式で司会を務めた経験を持つ福戸あや（慶應義塾大学を経て2022年に朝日放送テレビへ入社したアナウンサー）が、2022年度から東と同格扱いの「MC」としてキャスター陣に加わっている。
ヒロドは、朝日放送テレビからの退社を経てフリーアナウンサーへ転身した2023年度も、『熱闘甲子園』のキャスターを続投。当番組では、同年度から福戸が単独でMCを務めている。福戸は、2023年度の『熱闘甲子園』でも、「みんなの声」（放送当日の試合における甲子園球場アルプススタンドでの応援風景を紹介するミニコーナー）向けのロケ取材をヒロドと分担。
過去の出演者は以下のとおり。肩書については、担当年度時点を基準に記した（◎：朝日放送→朝日放送テレビのアナウンサー／●：テレビ朝日のアナウンサー／☆：『熱闘甲子園』キャスター）。

### 2003年度以前に出演していたキャスター
- 和沙哲郎◎（1983年度：現在はフリーアナウンサー・大阪芸術大学客員教授）
- 村田いづみ（1983年度:フリーアナウンサー）
- 高柳謙一◎（1988年度：後にWOWOWへの移籍を経てフリーアナウンサー）
- 藤田雪愛（1988年度・1991年度:フリーアナウンサー）
- 田中勝美（1988年度：フリーアナウンサーで藤田と交互に出演）
- 芦沢誠◎（1991年度：現在は朝日放送テレビのシニアアナウンサー）
- 中邨雄二◎（1991年度：芦沢と交互に出演、現在は朝日放送テレビのシニアアナウンサー）
- 丸川珠代（1991年度：出演期間中は東京大学の学生で、卒業後にテレビ朝日アナウンサーを経て参議院議員）
- 戸石伸泰◎（1992年度）
- 加瀬征弘◎（1992 - 1994年度：1992年度は戸石と交互に担当）
- 高橋ちひろ（1992年度：フリーアナウンサー、現在の名義は高橋知裕）
- 阿部宏美（1993年度：ニッポン放送出身のフリーアナウンサー）
- 水谷加奈子（1993年度：フリーアナウンサー、阿部と交互に出演）
- 岡元昇◎（1994年度）
- 中浜葉月◎（1994年度・1996年度）
- 土居美保子（1994年度：フリーアナウンサー、中濱と交互に出演）
- 早川真紀（1994年度：フリーアナウンサー、中濱・土居と交互に出演）
- 清水次郎◎（1996年・1997年度：現在は兵庫県立西宮甲山高等学校教諭・硬式野球部監督）
- 関根友実◎（1996・1997年度：現在はフリーアナウンサー）
- 小縣裕介◎（2000年度）
- 藤崎健一郎◎（2002年度）
- 枝松順一◎（2002年度：藤崎と交互に出演、現在は朝日放送テレビのアナウンス部長）
- 赤江珠緒◎（2000年度・2002年度：現在はフリーアナウンサー）
- 武田和歌子◎（2002年度）
- 高野直子◎

他

### 2004年度の出演者
- 武田和歌子◎（日 - 木曜メインキャスター）
- 羽谷直子◎（金・土曜メインキャスター）※武田が出演する日の一部ではアシスタントを担当
- 喜多ゆかり◎（アシスタント）※最終日のみ全国パートにも出演

### 2005年度の出演者
- 羽谷直子◎（日 - 木曜メインキャスター）
- 喜多ゆかり◎（金・土曜メインキャスター）
- 高野純一◎（アシスタント）
- 高橋大作◎（アシスタント）

※高野と高橋は交互に出演。

### 2006、2007年度の出演者
- 羽谷直子◎（メインキャスター）

※2006年・2007年はアシスタントを設けていないため、ロケ取材も羽谷が全て兼務。

### 2008年度の出演者
- 小泉孝太郎☆（メインキャスター：初代『熱闘!高校野球ナビゲーター』）
- 長島三奈☆（リポーター）※随時出演
- 堀友理子◎（アシスタント：現在はフリーアナウンサー）※関西ローカルパートのみ
- 桂紗綾◎（アシスタント）※関西ローカルパートのみ
- 藤崎健一郎◎（ナレーター）

※堀と桂は原則として交互に出演。

### 2009年度の出演者
- 本間智恵●（メインキャスター）
- 栗山英樹☆（コメンテーター兼リポーター：第2代『熱闘!高校野球ナビゲーター』で当時はテレビ朝日野球解説者）※スタジオ出演は3回
- 長島三奈☆（リポーター）※最終日のみスタジオ出演
- 北村真平◎（アシスタント）※関西ローカルパートのみ
- 桂紗綾◎（アシスタント）※関西ローカルパートのみ
- 横山太一◎（アシスタント）※関西ローカルパートのみ
- 八塚彩美◎（アシスタント）※関西ローカルパートのみ
- 藤崎健一郎◎（ナレーター）
- 上田剛彦◎（ナレーター）

※北村・桂・横山・八塚はいずれか1名が出演。ナレーターについては、藤崎と上田が交互に担当。

### 2010年度の出演者
- 本間智恵●（メインキャスター）
- 栗山英樹☆（コメンテーター兼リポーター：第2代『熱闘!高校野球ナビゲーター』で当時テレビ朝日の野球解説者）※スタジオ出演は3回
- 長島三奈☆（リポーター）※当初の最終予定日の7月31日のみスタジオ出演（実際の最終日は8月1日）
- 横山太一◎（アシスタント）※関西ローカルパートのみ
- 八塚彩美◎（アシスタント）※関西ローカルパートのみ
- 角野友紀◎（アシスタント：現在はフリーアナウンサー）※関西ローカルパートのみ
- 塚本麻里衣◎（アシスタント）※関西ローカルパートのみ
- 藤崎健一郎◎（ナレーター）
- 岩本計介◎（ナレーター）
- 枝松順一◎（ナレーター）

※横山・八塚・角野・塚本はいずれか1名が出演。ナレーターについては、藤崎・岩本・枝松が日替わりで担当。栗山・長島も毎回出演するわけではない。

### 2011年度の出演者
- 本間智恵●（メインキャスター）
- 塚本麻里衣◎（7月26日・27日・29日の3日間、本間の代理[注 8] としてメインキャスターを務める。これ以外の日もサブキャスターとして出演することがある）
- 栗山英樹☆（コメンテーター兼リポーター：第2代『熱闘!高校野球ナビゲーター』で当時はテレビ朝日野球解説者）
- 長島三奈☆（リポーター）
- 川上ジュリア☆（テーマソングの「ずっとここから」を歌う『熱闘!高校野球マネージャー』、出演時には必ず夏仕様の制服姿で登場）
- 角野友紀◎（アシスタント）※関西ローカルパートのみ
- 平岩康佑◎（アシスタント）※関西ローカルパートのみ
- 古川昌希◎（アシスタント）※関西ローカルパートのみ
- 枝松順一◎（ナレーター）
- 高野純一◎（ナレーター）
- 横山太一◎（ナレーター）
- 山下剛◎（ナレーター）
- 田野和彦◎（ナレーター）

※川上は不定期出演で、全編または全国ネットパートにのみ登場。角野・塚本・平岩・古川はいずれか1名のみ出演（川上の出演日には関西ローカルパートにのみ登場）。ナレーターは、枝松・高野・横山・山下・田野が日替わりで担当。栗山・長島も毎回出演するわけではない。
※本間・川上・塚本は、全国ネット枠のオープニングに日替わりで流されるイメージ映像にも登場している。

### 2012年度の出演者
- 八塚彩美◎（メインキャスター兼ナレーター）
- 工藤公康☆（特別ゲスト：第3代『熱闘!高校野球ナビゲーター』で当時はテレビ朝日・文化放送野球解説者）
- 長島三奈☆（特別ゲスト）
- 平岩康佑◎（アシスタント）※関西ローカルパートのみ
- 古川昌希◎（アシスタント）※関西ローカルパートのみ
- 斎藤真美◎（アシスタント）※基本として関西ローカルパートのみ出演
- 藤崎健一郎◎（ナレーター）
- 山下剛◎（ナレーター）
- 枝松順一◎（ナレーター）
- 高野純一◎（ナレーター）

※工藤と長島は7月30日放送分にのみ出演。斎藤は、最終日（7月31日）のみ全国ネットパートにも登場したが、それ以外の日には平岩・古川と交互に関西ローカルパートへ出演。ナレーターは、藤崎・山下・枝松・高野が日替わりで担当。

### 2013年度の出演者
- 竹内由恵☆●（キャスター：7月24日放送分）
- 森葉子●（キャスター：7月25日 - 31日放送分）
- 角野友紀◎（キャスター：7月24日・25日・27日・30日放送分）
- 斎藤真美◎（キャスター：7月26日 - 29日・31日放送分）
- 工藤公康☆（7月25日放送分の特別ゲスト：第3代『熱闘!高校野球ナビゲーター』で当時はテレビ朝日・文化放送野球解説者）
- 長島三奈☆（7月26日放送分の特別ゲスト）
- 北條瑛祐◎（リポーター）※関西ローカルパートのみ
- 大野聡美◎（リポーター）※関西ローカルパートのみ
- 高野純一◎（ナレーター）
- 平岩康佑◎（ナレーター）

※朝日放送（当時）アナウンサーから1名（角野または斎藤）、テレビ朝日アナウンサーから1名（竹内または森）が日替わりでキャスターを担当。全国ネットパートは、角野・竹内、角野・森、斎藤・森コンビのいずれかで進行したほか、出演日には担当キャスターのイメージ映像がオープニングで流された。関西ローカルパートでは、斎藤・森コンビで進行した31日を除いて、朝日放送（当時）のアナウンサーのみ出演（北條と大野は日替わりで登場）。ナレーターは、高野と平岩が日替わりで担当していた。

### 2014年度の出演者
- 森葉子●（キャスター）
- ヒロド歩美◎（キャスター）
- 川添佳穂◎（キャスター）
- 藤崎健一郎◎（ナレーター）
- 山下剛◎（ナレーター）

※ヒロドと川添は、アシスタント格で交互に出演。いずれも、関西ローカルパートでは、関西地方の大会に関する取材の成果を報告した。ナレーターは、例年どおりABCの男性アナウンサーが日替わりで担当。

### 2015年度の出演者
- ヒロド歩美◎（キャスター）
- 山本雪乃●☆（キャスター）
- 古田敦也☆（7月28日放送分の特別ゲスト：この年から『熱闘甲子園』のキャスターを担当）
- 福井治人◎（リポーター）※関西ローカルパートのみ

※ヒロドと山本は、基本として2人で全国ネットパートを進行。ただし、放送日によっては、いずれか1人だけ出演することがあった。ナレーターは、ABCの男性アナウンサーに加えて、当日出演のキャスターやフリーアナウンサーの堀江良信（元：オリックス・バファローズおよび中日ドラゴンズスタジアムアナウンサー）が分担していた。

### 2016年度の出演者
- ヒロド歩美◎☆（キャスター）
- 小西陸斗◎（リポーター）※関西ローカルパートのみ
- 澤田有也佳◎（リポーター）※関西ローカルパートのみ

※ヒロドはこの年から、古田と共に『熱闘甲子園』のキャスターを担当。当番組でも、全国ネットパートを初めて単独で進行した。ナレーターは、ABCアナウンサーの担当者を平岩に固定したうえで、堀江と分担させていた。

### 2017年度の出演者
- ヒロド歩美◎☆（キャスター）
- 津田理帆◎（リポーター）※関西ローカルパートのみ

※ヒロドは前年に続いて、『熱闘甲子園』のキャスターを兼務しながら、全国ネットパートを単独で進行。オープニング映像では、上宮高校書道部とのコラボレーション企画として、袴姿で番組タイトルを大きな紙に毛筆で書くパフォーマンスを披露している。ナレーターについては、堀江と朝日放送（当時）の若手スポーツアナウンサー（北條および福井）が分担。

### 2018年度の出演者
- ヒロド歩美◎☆（キャスター）
- 古田敦也◎☆（7月25日放送分に特別ゲストとして出演）
- 相葉雅紀☆（高校野球100年記念スペシャルナビゲーター、7月28日放送分に特別ゲストとして出演）
- 佐藤修平◎（リポーター）※関西ローカルパートのみ

※ヒロド・佐藤は、放送上「ABCテレビアナウンサー」という名義を使用。ヒロドは古田と共に、『熱闘甲子園』のキャスターを兼務した。ナレーターについては、試合ダイジェストのVTRのみ、堀江と朝日放送テレビのスポーツアナウンサー1名（日替わり）で分担。特集企画のVTRでは、堀江が単独でナレーターを務める。

### 2019年度の出演者
- ヒロド歩美◎☆（キャスター）
- 古田敦也◎☆（7月27日未明放送分に特別ゲストとして出演）
- 増田紗織◎（リポーター）※関西ローカルパートのみ

※ヒロド・増田は、放送上「ABCテレビアナウンサー」という名義を使用した。ナレーターについては、前年度の分担を踏襲。

### 2020年度
当番組および『熱闘甲子園』の放送を休止した2020年度には、近畿2府4県の高校野球連盟による独自大会のダイジェスト番組『高校野球スペシャル　届け!この夏の想い』を、朝日放送ラジオが2020年7月27日  - 8月7日の月 - 金曜日11:50 - 12:00に関西ローカル放送。かつて当番組のメインキャスターを務めた武田がキャスター、同年度に新卒で朝日放送テレビへ入社した大野雄一郎・東留伽両アナウンサーがリポーターとして出演している。また、ヒロドと古田は、『2020高校野球　僕らの夏』のキャスターを担当。

### 2021年度の出演者
- 東留伽◎（キャスター）
- 古田敦也◎☆（7月31日未明放送分に特別ゲストとして出演）
- 大野雄一郎◎（リポーター）※関西ローカルパートのみ
- 鷲尾千尋◎（リポーター）※関西ローカルパートのみ

※入社1年目ながら『おはよう朝日です』（朝日放送テレビ平日早朝の生放送番組）でアシスタントを務める鷲尾は週末（7月30日 - 8月1日未明放送分）の3日間、入社2年目で高校野球経験者・スポーツアナウンサーでもある大野はそれ以外の日に単独で出演。東も任意ネットパート向けに、関西の地方大会の取材へ随時赴いていた。その一方で、ダイジェストパートのナレーションを、大野の先輩のスポーツアナウンサーから高野純一・横山・中邨・山下・小縣が日替わりで担当。2019年度までキャスターを務めてきたヒロドは、2020年度から朝日放送テレビの東京オフィスに在籍している関係で、『熱闘甲子園』のキャスターに専念した。

### 2022年度の出演者
- 東留伽◎（キャスター）
- 福戸あや◎（キャスター）
- 大野雄一郎◎（リポーター）※関西ローカルパートのみ
- 平野康太郎◎（リポーター）※大野と交互に関西ローカルパートへ出演
- ヒロド歩美◎☆（『熱闘甲子園』キャスター）
- 斎藤佑樹（「バーチャル高校野球」フィールドディレクター、7月28日放送分にスペシャルゲストとして出演）
- 古田敦也◎☆（7月29日放送分にゲスト出演）

※福戸と平野は入社1年目で、放送上は東と福戸が「ダブルMC」方式で進行。ヒロドは、『熱闘甲子園』向けの取材と並行しながら、当番組で「ナツガオ」（注目の選手や代表校を本大会に先駆けて紹介する企画）の取材リポートを担当した。

※早稲田実業高校3年時（2006年）の第88回大会優勝投手で、当時『速報!甲子園への道』や『熱闘甲子園』の取材を受けていた斎藤は、日本ハムでの現役引退（2021年）を機に『朝日新聞』や「バーチャル高校野球」向けに高校野球関連の取材を始めた縁で16年振りに出演。出演の際には、第104回大会（2022年）の開幕試合で始球式に登場することが告知された。

### 2023年度の出演者
- 福戸あや◎（キャスター）
- 小櫃裕太郎◎（ナレーター）

※全国ネットパートのオープニングで流れるタイトル映像は、ベイコム野球場（兵庫県尼崎市）のホームベース上からセンター方向を眺めていた福戸が、顔を左側から振り向ける様子をアニメーションで表現している。本人は、試合ダイジェストのナレーションの一部や、関西ローカルパートで放送される特集企画のロケ取材も担当。

※前年（2022年）度までの関西ローカルパートでキャスターと別に配置していたリポーター（朝日放送→朝日放送テレビの新人・若手アナウンサーが代々務めてきたポスト）を廃止した一方で、入社1年目のアナウンサー（小櫃と大仁田美咲）から、小櫃のみ試合ダイジェストのナレーションを毎日担当。小櫃が担当しない試合のナレーションを、伊藤史隆（シニアアナウンサー）・北村・福戸などの先輩アナウンサーが日替わりで分担した。

### 2024年度の出演者
- 福戸あや◎（キャスター）
- 中村想人◎（ナレーター）
- ねぐせ。（7月26日放送分のゲスト）

※福戸は地方大会の一部の試合や、関西ローカルパートで放送される特集企画のロケ取材も担当。試合ダイジェストのナレーションを、後輩（朝日放送テレビへの入社1年目）の中村と、佐藤修平などの先輩アナウンサーが分担している。

## 歴代テーマ曲
| 放送年          | テーマ曲                         | アーティスト                                                        | 備考      |
| --------------- | -------------------------------- | ------------------------------------------------------------------- | --------- |
| 1981年 - 1991年 | 君よ八月に熱くなれ               | 大阪府立淀川工業高等学校 （現在の大阪府立淀川工科高等学校）吹奏楽部 | [ 注 9 ]  |
| 1992年・1993年  | Dreamy Dreamer                   | LU-NA                                                               |           |
| 1994年          | 青い花                           | BLANKEY JET CITY                                                    |           |
| 1995年          | すべての答えは自分自身の中にある | サイコベイビーズ                                                    |           |
| 1996年          | Tasty                            | rosy                                                                |           |
| 1997年          | play?                            | the PeteBest                                                        |           |
| 1998年          | 気にすんな                       | いわぶちかつひこ                                                    |           |
| 1999年          | 勇気                             | 西浦達雄                                                            |           |
| 2000年          | オレたちの純情                   | 西浦達雄                                                            | [ 注 10 ] |
| 2001年          | ひだまり                         | 石嶺聡子                                                            |           |
| 2002年          | 願いの詩                         | コブクロ                                                            |           |
| 2003年          | SUMMER BOY                       | 藤井フミヤ                                                          | [ 注 11 ] |
| 2004年          | glory colors 〜風のトビラ〜      | ZONE                                                                |           |
| 2005年          | 奇跡                             | スガシカオ                                                          |           |
| 2006年          | スフィアの羽根                   | スキマスイッチ                                                      | [ 注 12 ] |
| 2007年          | 両方 For You                     | ウルフルズ                                                          |           |
| 2008年          | 虹が消えた日                     | 秦基博                                                              |           |
| 2009年          | Halation                         | 秦基博                                                              | [ 注 13 ] |
| 2010年          | あとひとつ                       | FUNKY MONKEY BABYS                                                  |           |
| 2011年          | ずっとここから                   | JURIAN BEAT CRISIS                                                  |           |
| 2012年          | pride                            | GReeeeN                                                             |           |
| 2013年          | ダイヤモンド                     | コブクロ                                                            |           |
| 2014年          | オモイダマ                       | 関ジャニ∞                                                           |           |
| 2015年          | On Your Side                     | Superfly                                                            |           |
| 2016年          | 光と影の日々                     | AKB48                                                               |           |
| 2017年          | 虹                               | 高橋優                                                              |           |
| 2018年          | 夏疾風                           | 嵐                                                                  |           |
| 2019年          | 宿命                             | Official髭男dism                                                    |           |
| 2021年          | 夢わたし                         | なにわ男子                                                          | [ 注 16 ] |
| 2022年          | 栄光の扉                         | 平井大                                                              |           |
| 2023年          | フォトグラフ                     | EXILE ATSUSHI feat. 東京スカパラダイスオーケストラ ホーンセクション |           |
| 2024年          | ずっと好きだから                 | ねぐせ。                                                            |           |
| 2025年          | ノンフィクションズ               | Da-iCE                                                              |           |

当番組を放送しなかった2020年には、ベリーグッドマンを「2020ABC高校野球パワーソングアーティスト」に起用。甲子園高校野球交流試合の中継や、『2020高校野球　僕らの夏』向けにオリジナルソング「Dreamer」を提供している。
1989年から1993年までエンディングテーマ曲で井上昌己の『YELL～16番目の夏』が使われていた。

## ネット局

### 取材と番組放送
担当地域は、必ずしも放送対象地域とは一致しない。
| 担当地域                                           | ネット局 （全てANN系列） | ローカル パート | 備考 |
| -------------------------------------------------- | ------------------------ | --------------- | --- |
| 大阪府                                             | 朝日放送テレビ（ABC）    | 第3パート       | 制作局 大阪大会（記念大会の場合には北大阪・南大阪大会）については、大阪シティ信用金庫スタジアムで開催される試合をJ:COM関西がJ:COMチャンネルで中継するとともに、南港中央球場での開催試合を含めたダイジェスト番組を独自に放送している。ABCでは同スタジアムでの決勝戦に限って関西ローカルで中継しているが、当番組が注目する出場校が準決勝までの試合に登場した場合には、J:COM関西の制作協力扱いで同局の映像を当番組で流すことがある。 |
| 北海道                                             | 北海道テレビ放送（HTB）  |                 | 地方大会決勝は南北両方とも製作するが、地上波での放映は南北海道代表決定戦だけである。 北北海道代表決定戦は過去地上波で放送されたことがある（2012年までスカイ・エーでの放送になっていた）が、 2013年はCSを含め放送なしとなり、事実上当番組を含む報道資料用のみとなった。 また、全国大会は南北代表に絡む試合とも放送している。 |
| 青森県                                             | 青森朝日放送（ABA）      |                 | |
| 岩手県                                             | 岩手朝日テレビ（IAT）    |                 | |
| 宮城県                                             | 東日本放送（KHB）        |                 | |
| 秋田県                                             | 秋田朝日放送（AAB）      |                 | |
| 山形県                                             | 山形テレビ（YTS）        |                 | |
| 福島県                                             | 福島放送（KFB）          | 第2パート       | 2009年のローカル差し替えは準決勝・決勝のみ。 |
| 東京都 茨城県 栃木県 群馬県 埼玉県 千葉県 神奈川県 | テレビ朝日（EX）         | 第2パート       | 近年東京都の試合中継はTOKYO MX（JAITS）が行っている。 また、茨城県以外の各県についてはそれぞれの地域の県域UHFテレビが中継を行う。 茨城県は民放がないため、東京ケーブルネットワーク製作・スカイ・エーで決勝戦を放送。 （2011年は千葉テレビ放送（JAITS） でも東日本大震災復興支援として放送。2013年はCSも放送なし。） |
| 新潟県                                             | 新潟テレビ21（UX）       |                 | |
| 長野県                                             | 長野朝日放送（abn）      |                 | |
| 静岡県                                             | 静岡朝日テレビ（SATV）   |                 | |
| 石川県                                             | 北陸朝日放送（HAB）      |                 | |
| 愛知県 岐阜県 三重県                               | 名古屋テレビ放送（NBN）  | 第3パート       | |
| 広島県                                             | 広島ホームテレビ（HOME） |                 | 2022年は本番組でローカルパートを内包せず、別途ミニ番組枠で『高校野球広島大会ダイジェスト2022』を放送した。 |
| 山口県                                             | 山口朝日放送（yab）      |                 | |
| 香川県 岡山県                                      | 瀬戸内海放送（KSB）      |                 | |
| 愛媛県                                             | 愛媛朝日テレビ（eat）    |                 | |
| 福岡県 佐賀県                                      | 九州朝日放送（KBC）      |                 | 佐賀県はサガテレビ（sts）（FNN/FNS）では中継しておらず、九州東通が制作協力し、スカイ・エーで放送していたが、 2013年以降放送なし（事実上、報道資料用のみ）。 |
| 長崎県                                             | 長崎文化放送（ncc）      |                 | |
| 熊本県                                             | 熊本朝日放送（KAB）      |                 | |
| 大分県                                             | 大分朝日放送（OAB）      |                 | |
| 鹿児島県                                           | 鹿児島放送（KKB）        |                 | |
| 沖縄県                                             | 琉球朝日放送（QAB）      |                 | |

### 原則取材協力のみ
これらの局については主として各予選の中継映像などの素材を朝日放送テレビに提供する。なお、大都市圏以外の局については深夜の空き時間に放送している場合もあるので、各局の番組表を確認する必要がある。下述するとおり、朝日ニュースターでの再放送か、周辺都道府県のテレビ局での放送が視聴されていたら（ケーブル・直接受信とも）視聴可能。
| 担当地域      | 担当局                  | 系列        | 備考 |
| ------------- | ----------------------- | ----------- | --- |
| 山梨県        | 山梨放送（YBS）         | NNN/NNS     | 現在地方大会は製作のみ行い、中継は同社と資本関係の深い日本ネットワークサービス（甲府市のケーブルテレビ）で放送。 テレビ朝日（EX、ANN）が直接取材する場合あり。 本大会決勝は2001年からテレビ山梨（UTY）（JNN） が放送していた。 |
| 富山県        | 北日本放送（KNB）       | NNN/NNS     | 本大会決勝は2001年から富山テレビ放送（BBT）（FNN/FNS） が放送していた。 |
| 福井県        | 福井放送（FBC）         | NNN/NNS ANN | ANNニュースネットとネットワーク業務協定には加盟しているが、スポーツニュース制作協定には非加盟。 |
| 滋賀県        | びわ湖放送（BBC）       | JAITS       | 本大会では朝日放送テレビ（ABC、ANN）とのリレー中継実施。 朝日放送テレビ（ABC、ANN）が直接取材する場合あり。 |
| 京都府        | 京都放送（KBS）         | JAITS       | 本大会では朝日放送テレビ（ABC、ANN）とのリレー中継実施。 朝日放送テレビ（ABC、ANN）が直接取材する場合あり。 |
| 兵庫県        | サンテレビジョン（SUN） | JAITS       | 本大会では朝日放送テレビ（ABC、ANN）とのリレー中継実施。 朝日放送テレビ（ABC、ANN）が直接取材する場合あり。 |
| 奈良県        | 奈良テレビ放送（TVN）   | JAITS       | 本大会では朝日放送テレビ（ABC、ANN）とのリレー中継実施。 朝日放送テレビ（ABC、ANN）が直接取材する場合あり。 |
| 和歌山県      | テレビ和歌山（WTV）     | JAITS       | 本大会では朝日放送テレビ（ABC、ANN）とのリレー中継実施。 朝日放送テレビ（ABC、ANN）が直接取材する場合あり。 |
| 鳥取県 島根県 | 山陰放送（BSS）         | JNN         | 以前は山陰相互乗り入れ以前の名残りで、鳥取大会の映像を日本海テレビジョン放送（NKT）（NNN/NNS） が提供していた。 |
| 徳島県        | 四国放送（JRT）         | NNN/NNS     | 朝日放送テレビ（ABC、ANN）が直接取材する場合あり。 本大会は決勝含めネットしない。 |
| 高知県        | テレビ高知（KUTV）      | JNN         | |
| 宮崎県        | 宮崎放送（MRT）         | JNN         | |

### 備考
- ANN系列フルネット局のない場合は基本的に地区第1局が担当していたが、2001年からNNN系列局に関してはクロス局の福井放送（NNN/NNS・ANN[注 21]）を除き、本大会放送権を地区第2局へ移行（山梨放送（NNN/NNS）→テレビ山梨（JNN）、北日本放送（NNN/NNS）→富山テレビ放送（FNN/FNS）、高知放送（NNN/NNS）→テレビ高知（JNN）、なお県内に1局しかない徳島県の四国放送（NNN/NNS）は本大会放送権自体を放棄）した。ただし、地方大会の放送権ごと移行されたのは高知地区のみで、山梨・富山・徳島地区について本大会放送権のみを移行（若しくは放棄）を実施し、地方大会については地区第1局が引き続き映像提供を行っている。
- 2004年度まではネット局と制作協力局全てがオープニングでテロップあるいはロールで表示されていたが、2005年度からネット局のみのロール表示となり、2007年度を最後に廃止された。
- CS衛星放送では、朝日新聞が協力している絡みで、2012年までの朝日ニュースター、2013年からのテレ朝チャンネル2（番組送出元はテレビ朝日）で地上波と数時間遅れて、次の日の朝6:30と8:00（土日は6:00と9:30）の2回オンエアされた。本編の放送時間は25分で途中のCMもカットされる（朝日ニュースター→テレ朝チャンネルの運営元が衛星チャンネルからテレビ朝日に代わってからも時差放送は継続）。2012年は、スカイ・A sports+でも翌日の夕方に再放送された。なお放送される内容はいずれも朝日放送（当時）制作版のものであり、差し替え対象の一部地域でも朝日放送（当時）版の内容がそのまま放送されていた。2013年度から現在は、大会開幕直前に全放送日の一挙集中放送に切り替える[13]。
- 「バーチャル高校野球」では、2017年から当番組のキャッチアップ動画の配信、2018年から地方大会決勝の全試合ライブ配信を実施。当番組でも2018年から、テレビ朝日や系列局で取材できない地域の大会の決勝を紹介する場合に、（取材協力局の制作分を含めた）ライブ配信済みの動画を基に「協力：バーチャル高校野球」という名義でダイジェスト映像を使用することがある。

## 備考
- 2006年8月に発生した山口女子高専生殺害事件の被害者が高校時代この番組（ただし、山口朝日放送版のローカルパート）にジングルで同級生と共に出演し、「目指せ、西京スタジアム!!」とコールした当時の映像が『報道ステーション』などANNのあらゆるニュース・情報番組で資料映像として放送された（同級生にはぼかし処理が施されていた）。
- 2009年より朝日放送（当時）のみ、平日は『報道ステーション』、日曜は『ANN NEWS&SPORTS』のエンドタイトルを差し替えてジャンクション（5秒予告）を設置しており、差し替え箇所のない土曜は『ANN NEWS&SPORTS』終了後に15秒枠の予告を挿入して代替している。ただし、スポーツ中継等で未明の放送となった場合にはこの扱いはされない。それ以前も日曜のみ『ANN NEWS&SPORTS』の後に当時の本来の後続番組『虎バン』（本番組放送期間中は、本番組に続いての放送）の5秒予告があったため、本番組キャスターが『虎バン』のスタジオに赴き、両番組連名での5秒予告を行った時期もあった。